# Isola Broken
L'isola Broken è un'isola situata al largo della costa di Fallières, nella Terra di Graham, in Antartide. L'isola, che raggiunge una lunghezza di circa 4,6 km e una larghezza massima di 2,3, si trova in particolare nella parte centro-settentrionale della baia Square, tra l'isola Horseshoe e la terraferma, e circa 2,5 km a nord dell'isola Centre.

## Storia
L'isola Broken è stata scoperta spedizione britannica nella Terra di Graham, condotta dal 1934 al 1937 al comando di John Riddoch Rymill, il quale la battezzò con il suo attuale nome in virtù del suo aspetto: in inglese "broken" significa infatti "spezzata"/"frastagliata".